# Данијел Рестрепо
Данијел Рестрепо Гарсија (шп. Daniel Restrepo García; Антиокија, 24. март 2000) елитни је колумбијски скакач у воду. Његова специјалност су појединачни и синхронизовани скокови са даске са висина од једног и три метра.

## Каријера
Рестрепо је спортску каријеру започео током 2014. године учешћем на светском првенству за јуниоре где је у конкуренцији дечака старости 14 и 15 година заузео осмо место у појединачним скоковима са даске са једног метра висине. Годину дана касније у истој дисциплини на светском првенству осваја шесто место. Две године касније дебитовао је као сениор на такмичењу за светски гран-при у италијанском Болцану.
Као седамнаестогодишњак по први пут је учествовао на светском првентву у Будимпешти 2017. где је наступио у скоковима са даске 1 метар заузевши 20. место у квалификацијама. На Олимпијским играма младих у Буенос Ајресу 2018. освојио је две златне медаље − у појединачним скоковима са даске 3 метра и у мешовитим тимовима.
Такмичио се и на СП 2019. у корејском Квангџуу, а најбољи резултат остварио је у дисциплини даска 3 метра сиххронизовано (9. место) у пару са Себастијаном Моралесом.